# كرم العلالي (مسلسل)
كرم العلالي، مسلسل أردني عرض في 2021.

## طاقم المسلسل

### الممثلون
- عبير عيسى
- محمد الضمور
- سهير فهد
- شاكر جابر
- رانيا فهد
- جميل براهمة
- زيد خليل
- طارق الشوابكة
- عبد الله المجالي
- محمد الجيزاوي
- كاترين علي
- عبير اللحام
- عمر الضمور
- ريناد ثلجي
- إيمان ياسين
- ريما الشيخ
- نجلاء سحويل
- نجلاء عبد الله
- مينا قديس
- عمر حلمي

### الإنتاج
- عصام حجاوي
- عدي حجاوي
- فيو
- مؤسسة الحجاوي